# Ji'Ayir Brown
Ji’Ayir Brown (Trenton, Nueva Jersey; 25 de enero de 2000) apodado Tig, es un jugador profesional estadounidense de fútbol americano, se desempeña en la posición de safety en San Francisco 49ers, en la National Football League (NFL).

## Carrera
Hizo su debut profesional con el equipo San Francisco 49ers, lleva jugando una temporada, comenzó en el 2023.